# Malek Sīāh Kūh
Malek Sīāh Kūh (persiska: ملک سیاه کوه) är ett berg i Iran.   Det ligger i provinsen Sistan och Baluchistan, i den östra delen av landet, 1 100 km sydost om huvudstaden Teheran. Toppen på Malek Sīāh Kūh är 1 638 meter över havet, eller 488 meter över den omgivande terrängen. Bredden vid basen är 10,5 km.
Terrängen runt Malek Sīāh Kūh är huvudsakligen kuperad.Runt Malek Sīāh Kūh är det mycket glesbefolkat, med 3 invånare per kvadratkilometer. Trakten runt Malek Sīāh Kūh är ofruktbar med lite eller ingen växtlighet.